# Tom De Decker
Thomas "Tom" De Decker is een personage uit de Vlaamse soap Thuis. Tom werd van 1995 tot 2000 gespeeld door wijlen Donald Madder. Door diens overlijden werd Tom sinds diens comeback in 2009 gespeeld door Wim Stevens.

## Biografie
Tom is in seizoen 1 een losbandige student rechten van 21. Hij denkt helemaal niet aan zijn studies, maar aan een fietsenproject dat hij opstartte met zijn vrienden Robbe en Steven, studentenkoten die hij verhuurde, vrouwen versieren... Tom heeft een goede band met zijn moeder Marianne, maar met zijn vader Walter verloopt het minder goed. Walter wilde immers dat Tom zijn studies serieus nam. 
In het eerste seizoen was Tom samen met Hannah en begon hij ook een relatie met Bianca Bomans, maar beide relaties liepen stuk. In seizoen 2 begon hij iets met Rebecca (de zus van Bennie). Ze starten samen een zangcarrière op, maar dat loopt met een sisser af, net als hun relatie. In seizoen 3 voelt hij iets voor Sara en begint ook een relatie met haar, maar wanneer ze ontdekken dat ze neef en nicht zijn zetten ze hun relatie stop. Later herbegint hij iets met Bianca, maar omdat zij nog smoorverliefd is op Werner gaat het hier ook verkeerd.
Tom opent intussen een advocatenkantoor. Als kersvers advocaat verliest hij zijn eerste zaak en vertrekt uit schaamte naar Belize met zijn oom Carlos. 
In 2009 keert hij terug. Hij heeft de hele wereld afgereisd en was al een tijdje actief in een advocatenbureau in Toronto. Hij gaat werken in het notariaat van Peter Vlerick. Maar hij komt niet alleen: hij is reeds één jaar terug samen met Bianca. Hij doneert een nier aan zijn moeder en op zijn ziekenhuisbed vraagt hij Bianca ten huwelijk.
Maar Tom blijkt in Canada een affaire te hebben gehad met Peggy en de vader te zijn van Sandrine, die Peggy aan Toms zus Ann heeft afgestaan. In België begint Tom een affaire met Peggy, maar die duurt slechts enkele maanden: Peggy is het beu om tweede keus te zijn en biecht alles op. Bianca breekt met Tom. Tom is razend op Peggy, maar enkele maanden later vergeeft hij het haar en beginnen ze een relatie.
Tom vraagt bij de rechtszaak derdenverzet aan om Sandrine voor hem en Peggy te winnen. Hij haalt alles uit de kast om zich te kunnen wreken op zijn familie. Op 30 augustus 2010 werd Tom voor de tweede keer vader: zijn ex-vriendin Bianca beviel van Robin Bomans. Tom wil zijn zoon bezoeken, maar Bianca en Frank doen alles om dat te verhinderen. Wanneer Peggy ziek wordt, kunnen Tom, Bianca en Marianne de brokken lijmen. Ook Tom en Bianca zoeken stilaan weer toenadering. Ook Marianne probeert Robin dichter bij Tom te brengen. Wanneer Tom een proces start tegen Bianca om zijn vaderschap op te eisen, start de vete weer. Mo en Bianca vluchten definitief naar Marokko opdat Tom zijn zoon nooit meer zou zien. Tom en Marianne trachten om Robin te laten ontvoeren en hem terug te brengen naar België. Peggy verneemt dit en licht de Marokkaanse politie in. Wanneer Tom verneemt dat Peggy zowel op de hoogte was van het vertrek alsook de ontvoering kon verhinderen, komt het tot een breuk.
Omdat Tom het opdringerige gedrag van Marianne beu is, verbreekt hij het contact voor enige tijd. Hierdoor weigert hij om op te treden als Marianne's advocaat tijdens haar proces jegens de brand in Ter Smissen. Marianne blijft overtuigd dat Tom op de dag van het proces zal opdagen, wat niet gebeurt. Hierdoor staat Marianne alleen voor de rechter en wordt ze ook nog eens schuldig bevonden van de aanklachten tegen haar.
Tom gaat boven zijn praktijk wonen en start een relatie met studente Lynn Courtois, hoewel dit niet lang duurt. Lynn start in de praktijk als stagiaire. Tom wordt de advocaat van Guy De Herdt die aan Julia Van Capelle heeft toegegeven dat hij Fien Roels heeft vermoord. Hoewel er voldoende bewijzen zijn, kan Tom de jury overtuigen dat Fien is gestorven aan een erfelijke hartziekte. Hierdoor komt Guy vrij.
Tom wordt ook de advocaat van Femke Fierens nadat zij Simonne Backx aanreed en vluchtmisdrijf pleegde. Alles zit in het nadeel voor Femke tot wanneer Tom ontdekt dat agent Tim Cremers een procedurefout heeft gemaakt tijdens het initiële verhoor. Hierdoor zou de rechter Femke kunnen vrijspreken. Femke wil echter boeten voor haar daden en vraagt Tom om de fout niet te vermelden. Hoewel Tom tijdens het laatste pleidooi aanstalten maakt om de fout te gebruiken, doet hij dit uiteindelijk niet.
Tom heeft een oogje voor Judith Van Santen waar hij regelmatig samen mee gaat lopen, hij dumpt Lynn Courtois en vraagt Judith uit voor een date. Het gaat goed tussen de 2, echter is Lynn jaloers. Zij vertelt het hele verleden van Tom aan Judith. Judith wijst daarop Tom de deur. Tom is gekwetst, net op dat moment ziet hij Lynn terug en de 2 hebben gemeenschap. Echter wordt Tom vlak na de gemeenschap gebeld door Judith, hij laat Lynn terug vallen. Lynn gaat daarna naar Judith en zegt dat Tom haar verkracht heeft. Tom wordt kort daarna opgepakt door de politie, hij wordt ook geschorst als advocaat. Tijdens het proces geeft Lynn toe dat ze Tom onterecht beschuldigd heeft van verkrachting.
De relatie tussen Tom en Judith wordt hechter en ze besluiten om te gaan samenwonen in de voormalige loft van Femke. Na de dood van Kurt, de ex-man van Judith, komen hun kinderen Stan en Emma ook in de loft wonen. Na de verdwijning van Emma vermoeden Tom en Judith verkeerdelijk dat Geert Smeekens haar vasthoudt in het huis van diens moeder. Tom vraagt aan Stan en Emma of zij het zien zitten dat hij hun pleegvader wordt, maar weigeren dit.
Na de definitieve breuk tussen Marianne en Geert start zij een relatie met William Degreef en trouwt niet veel later met hem in het geheim. Tom wantrouwt William en is er zeker van dat hij verschillende zaken achterhoudt. Zo blijkt dat Williams eerste vrouw, die als twee druppels water op Marianne lijkt, op mysterieuze wijze is gestorven. Ook zijn tweede vrouw onderging hetzelfde lot. Verder beweert William eigenaar te zijn van een wijngaard en villa in Toscane, terwijl hij er enkel een villa huurt wanneer deze nog niet geboekt is door anderen. Hélène Symons, die verdacht wordt Geert te hebben doodgestoken en onder een hoedje speelde met William, zegt ook regelmatig tegen Tom dat William gevaarlijk en niet te vertrouwen is. Zelf heeft hij haar meermaals bedreigd en verplicht om bepaalde zaken wel/niet te zeggen. Hélène zegt dat ze door hem werd verplicht een afscheidsbrief te schrijven (wat ook zo was). Enkele uren later had ze een ongeval met haar wagen. Na dat ongeval vluchtte ze tijdelijk naar het buitenland. Bij haar terugkomst beweert ze dat ze niet voor het proces is gevlucht, maar wel voor William omdat hij haar auto zou hebben gesaboteerd.
Tom en Ann trachten hun moeder te waarschuwen voor William en willen hem een document doen ondertekenen waardoor hij later niets zal erven. Hoewel William dit wil tekenen, mag hij niet van Marianne. Daardoor ontstaat er een ruzie waardoor Tom en Ann hun moeder niet meer willen zien. Dit is een van de redenen waarom Marianne haar huis prompt te koop zet en met William naar Toscane vertrekt. Tom tracht zijn moeder regelmatig te contacteren, maar zij is op haar toestel niet bereikbaar en William beweert dat ze toevallig niet in de buurt is. Tom krijgt argwaan en vertrekt halsoverkop naar Toscane. Daar blijkt dat alles goed is met Marianne. Zij heeft ondertussen enkele leugens van William doorzien en zich daarom enige tijd van de buitenwereld heeft afgesloten. Ze is van mening dat dit voornamelijk leugens om bestwil waren en heeft William vergeven. 
Tom koopt het huis van zijn moeder, Ann koopt de loft van Tom. William komt met Marianne terug naar België voor zaken. Zij zoekt haar kinderen op, maar willen haar niet spreken. Daarbij verneemt ze dat Hélène op borgtocht vrij is en inwoont bij Tom. De emoties lopen bij Marianne hoog op waardoor ze in het ziekenhuis belandt. Tom is van mening dat William knoeit met haar medicatie, maar kan dit niet bewijzen. Tom spoort Maggie, de zus van William, op. Ook zij is van mening dat William niet te vertrouwen is en dat ze schrik van hem heeft. Vandaar dat ze al jarenlang alle contact met hem heeft verbroken. Nadat Marianne het ziekenhuis mag verlaten, is ze spoorloos. Tom achterhaalt dat ze in Zwitserland is en rijdt prompt naar daar. Tot zijn verbazing is Maggie ook aanwezig in het gezelschap van Marianne en William. Maggie weerlegt alles van haar eerdere verklaring. Op zijn terugweg krijgt Tom een ongeval met zijn auto. Hij verdenkt dat William de wagen heeft gesaboteerd en vraagt de politie om dit te onderzoeken, maar er is geen kwaad opzet. Na dit ongeluk kan Judith hem bedaren. Nadat Tom verneemt dat Hélène werd vermoord, snelt hij zich naar de kamer van zijn moeder, die momenteel in het ziekenhuis ligt. Daar vindt hij het vermoedelijk lijk van zijn moeder en start William met hem te verstikken. Net op tijd komt Judith binnen: zij kan hem en Marianne redden en slaat William neer. Hij wordt opgepakt door de politie.
Hoewel Tom ondertussen verloofd is met Judith, heeft hij regelmatig seks met zijn zakenpartner Karin Baert en worden op een keer betrapt door Ann. Tom en Marianne willen niet dat An's nieuwe en veel jongere vriendin Jessica naar het huwelijk en avondfeest komt. Judith geeft echter aan Ann de toestemming dat zij wel mag komen, maar Tom en Marianne verwijderen haar stiekem van de gastenlijst. Tijdens het huwelijksceremonie vragen Stan en Emma of Tom alsnog hun pleegvader wil worden, waarop hij instemt. Tijdens de daaropvolgende maaltijd merkt Ann op dat er geen plaats voor Jessica is voorzien. Tot grote ergernis van Tom en Marianne wordt er voor haar toch nog een extra stoel voorzien. Marianne houdt een speech waarin ze Tom ophemelt en Ann indirect enkele zaken verwijt zoals het feit dat er tussen Ann en Jessica nooit echte liefde kan zijn. Een ondertussen dronken Ann houdt daarop ook een speech waarin ze heel wat misstappen van Marianne aanhaalt. Verder vraagt ze Jessica prompt ten huwelijk. Jessica voelt zich beledigd en verlaat de maaltijd. Ann achtervolgt haar. Wanneer de gasten voor het avondfeest arriveren, merkt Ann dat Karin Baert is uitgenodigd. Ze gaat naar Tom en Judith en vraagt hen luidop waarom Jessica niet mag komen, terwijl Karin, waarmee Tom al lange tijd een seksuele relatie mee heeft, wel is uitgenodigd. Judith is in shock en rijdt weg met de wagen. Na de scheiding met Judith krijgt hij een vaste relatie met Karin Baert tot groot ongenoegen van zijn moeder Marianne. Maar nadat Karin Dries Van Aken vals beschuldigt van verkrachting van Reinhilde Deploige maakt hij een eind aan hun relatie. 
In oktober 2019 krijgt Marianne Bastiaens een onrustwekkend telefoontje uit Marokko, Mo en Bianca hebben in Marokko een zwaar auto-ongeluk gehad en Mo is overleden. Tom reist samen met zijn moeder en zus af naar Marokko. Nadat Bianca uiteindelijk ook komt te overlijden aan haar verwondingen, krijgt Tom de voogdij over Robin en verhuist hij samen met Tom mee naar België. Hij krijgt later opnieuw een relatie met Karin Baert en ze gaan samenwonen. Na twee jaar samen te hebben gewoond met Karin slaat het noodlot echter opnieuw toe wanneer zijn moeder Marianne in een opwelling advocaat Alexander Coseyns vermoordt nadat hij al meer dan een jaar haar familie bedreigd en kleineert. Tom en Marianne laten echter Ilias Pauwels voor de moord opdraaien door de waarheid te verzwijgen. Wanneer de waarheid dan toch aan het licht komt wordt Marianne gearresteerd voor de moord, maar komt vrij op borg. Tom betaalt 30.000 euro aan de familie Pauwels indien ze zouden verzwijgen dat Tom al lang van zijn moeder haar misdaad op de hoogte was. Ilias ontspoord echter en koopt met het geld een brommer waarmee hij een ongeluk krijgt en een been verliest. De ouders van Ilias achten Tom en Marianne verantwoordelijk voor dit ongeval, en Vince neemt wraak op Tom door Karin te verleiden. Tom betrapt hen echter en maakt abrupt een einde aan hun relatie. Na drie jaar op wereldreis zijn geweest staat opeens Toms ex - stiefdochter Emma Van Damme voor de deur. Ze blijkt echter al lang niet meer het brave meisje van vroeger te zijn en is actief in de pornografie tot ongenoegen van Judith en Tom. Mede door deze gebeurtenissen komen Tom en Judith terug dichter bij elkaar en beginnen ze terug een relatie. Tom is dolgelukkig, maar door zijn enthousiasme verwaarloost hij zijn moeder en Robin en heeft hij niet door dat zijn zoon al een tijd wordt gepest en bedreigd. 

## Trivia
- Enkele jaren voordat hij de rol van Tom op zich nam, had Wim Stevens eerder andere rollen in Thuis gespeeld: die van Vic Langenbergh, de lijfwacht van Leontien Vercammen in 2003 en van student in 1996.
- Felicienne noemde Tom steeds Tomaske.
- In aflevering 3242 (23-10-2012) krijgt de kijker Toms diploma Rechten te zien. Daarop is te lezen dat zijn officiële naam Thomas De Decker is en dat hij geboren is op 17 maart 1973.